# Provincia de Nampula
Nampula es una provincia de Mozambique. Tiene una superficie de 79.010 km² y una población de 5 758 920 habitantes en 2017. Nampula es su capital.

## Historia

Escudo de Armas del África Oriental Portuguesa de 1935 a 1951.

Durante la época de la colonización portuguesa perteneció al África Oriental Portuguesa con el nombre de provincia de Mozambique. Tras la independencia recibe el nombre de su capital, la ciudad de Nampula.

## Geografía
El río Lurio es su frontera norte con las provincias de Cabo Delgado y de Niassa. Desemboca en el puerto pesquero de Lurio y sus cataratas son un atractivo turístico.
El río Ligonha es su frontera sur con la provincia de Zambezia.
Otros ríos importantes son el Mecuburi y el Meluli.

### Comunicaciones
La línea de ferrocarril Nacala system atraviesa la provincia de este a oeste, partiendo de los puertos de Nacala la Vieja y de Lumbo junto a la isla de Mozambique en el océano Índico hacia la ciudad de Nampula y continuando hasta Cuamba donde se bifurca en dos direcciones: República de Malaui y Lichinga - Maniamba en la provincia de Niassa.
Es la salida al mar de la República de Malaui.

## División política

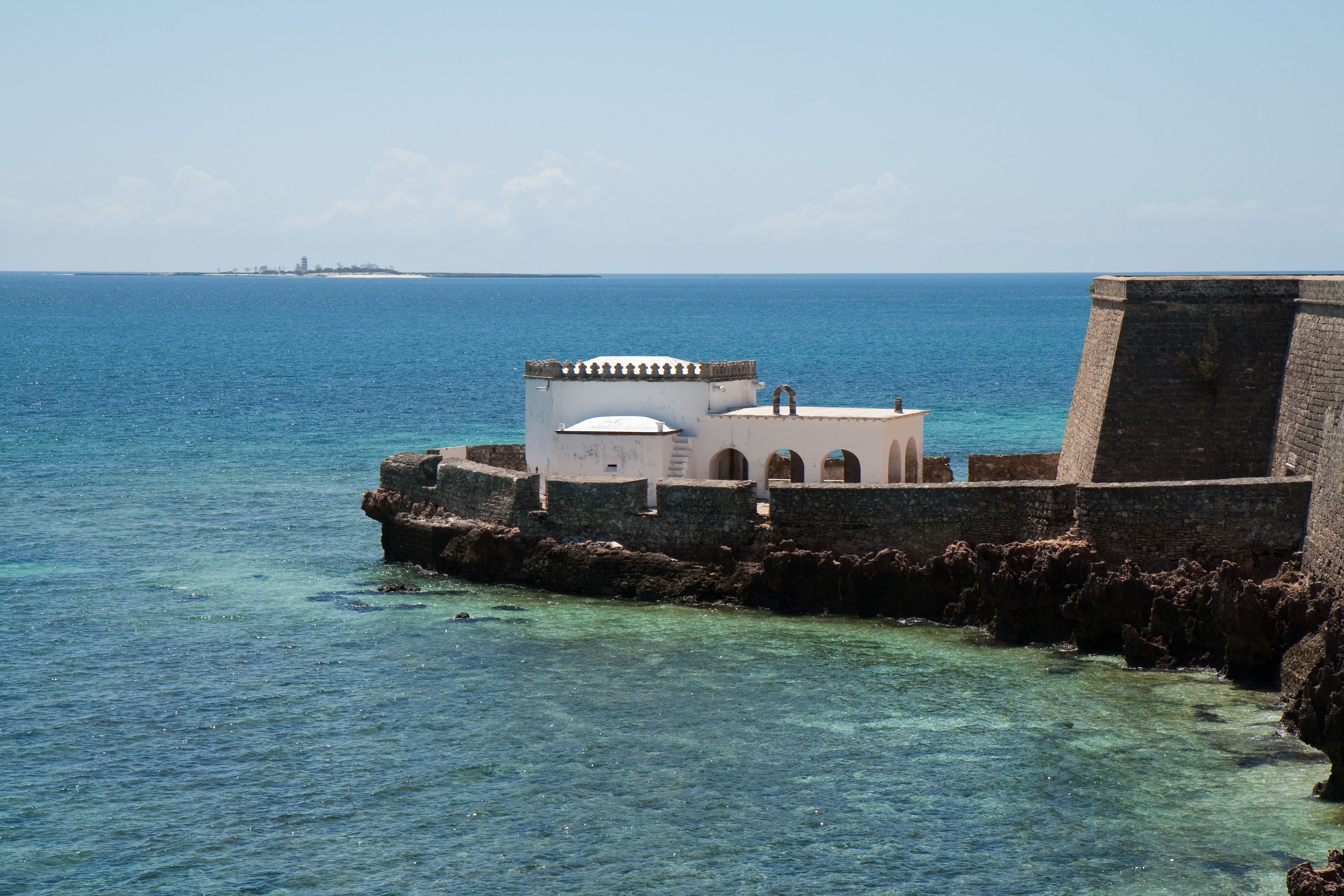
Capilla de Nuestra Señora del Baluarte, Isla de Mozambique.

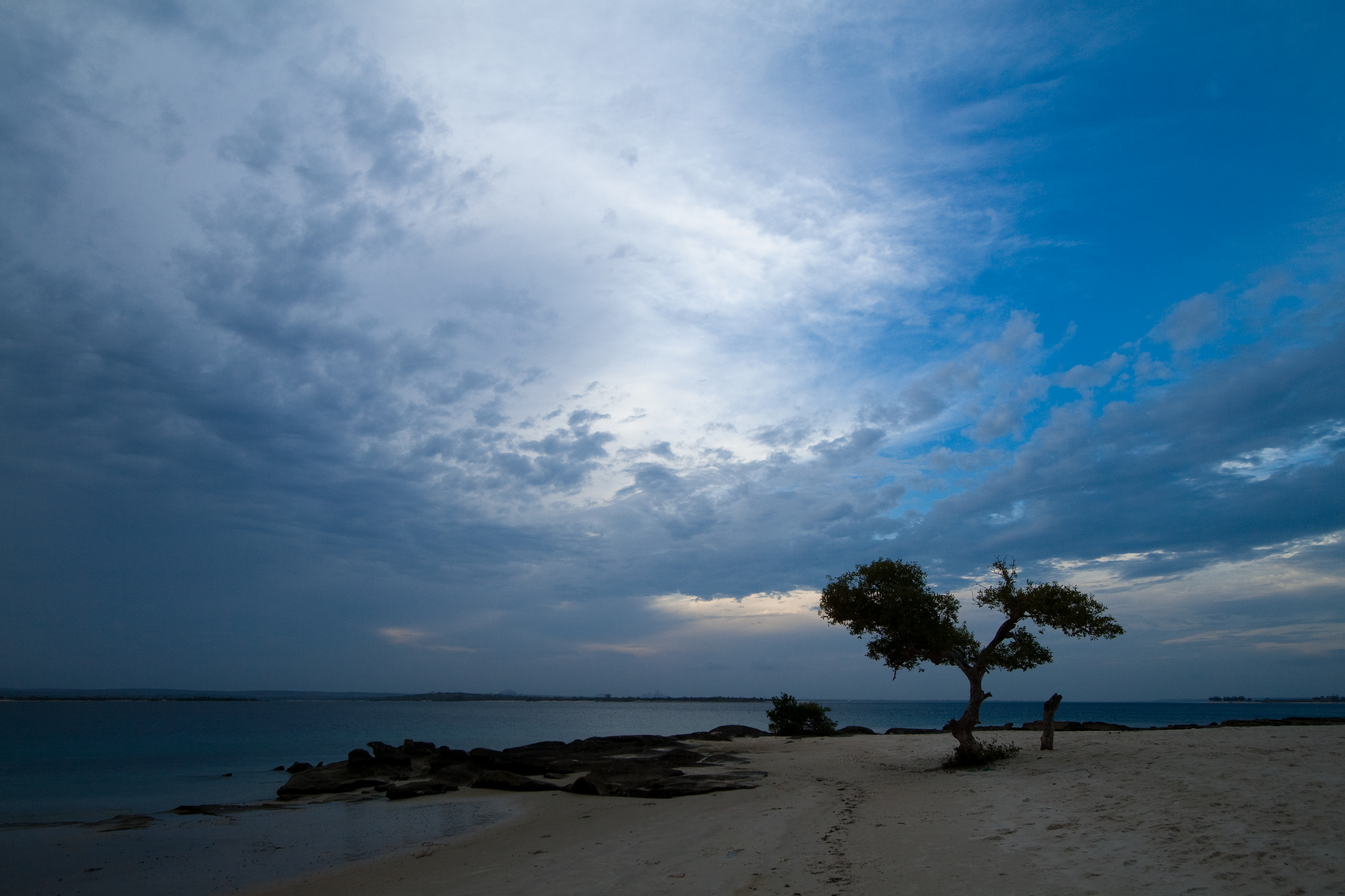
Playa de nacala.

Nampula está dividida en veintiún distritos, que a su vez quedan subdivididos en puestos administrativos, conforme a la siguiente relación:

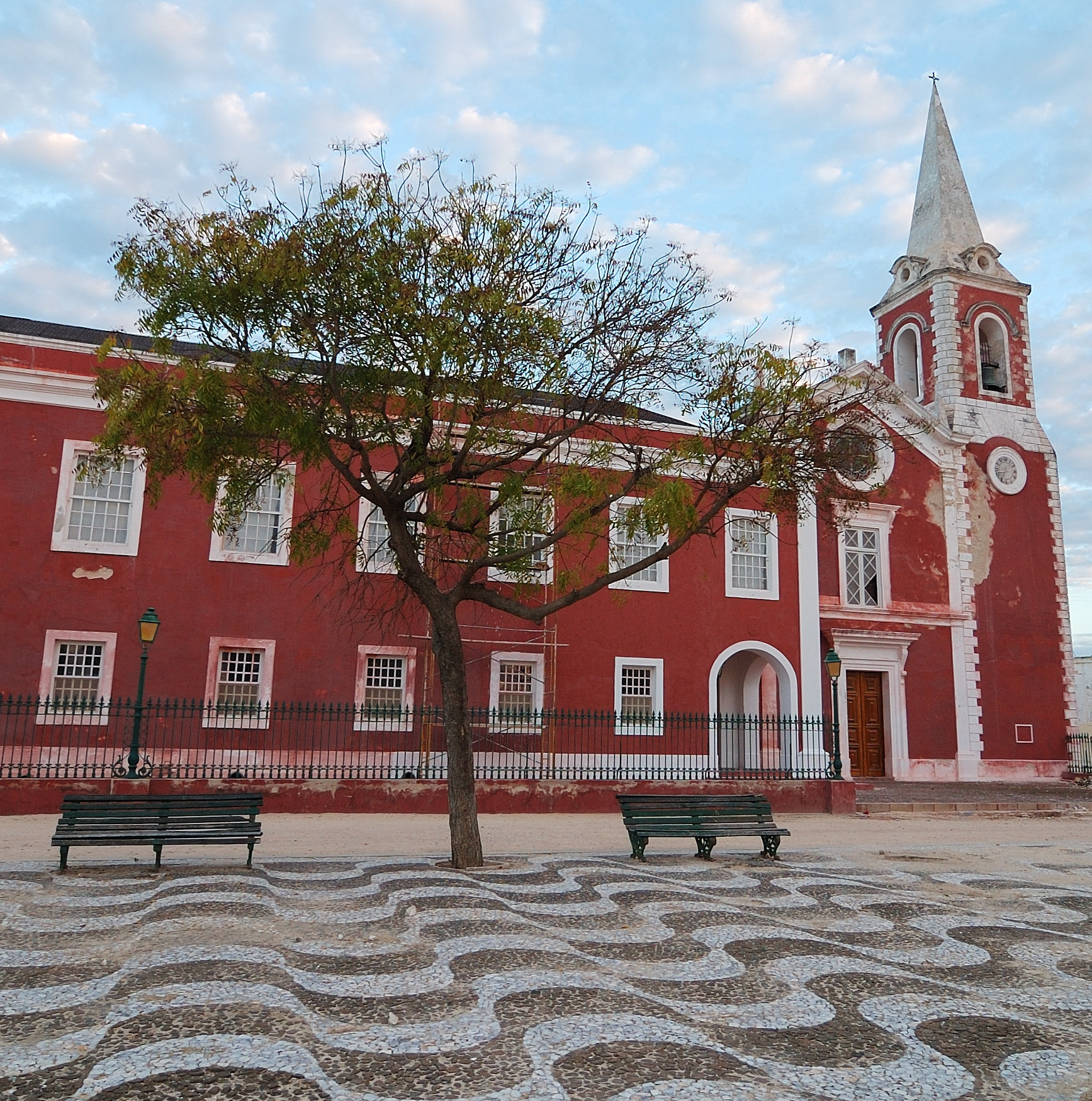
Palacio de los Capitanes Generales, Isla de Mozambique

- Ciudad de Nampula (urbano central):
  - Muatala,
  - Muhala,
  - Namikopo,
  - Natikire.
- Angoche, ciudad de Angoche:
  - Aube,
  - Namaponda,
  - Boila-Nametoria.
- Namapa-Eráti (Eráti):
  - Alua,
  - Namiroa.
- Isla de Mozambique (Ciudad de la Isla de Mozambique)
  - Lumbo,
- Lalaua:
  - Meti.
- Malema:
  - Chihulo,
  - Mutuali.
- Meconta:
  - Corrane,
  - Namialo,
  - 7 de abril.
- Mecubúri:
  - Milhana,
  - Muite,
  - Namima.
- Memba:
  - Chipene,
  - Lurio,
  - Mazue.
- Mongicuala (Mogincual):
  - Naminge
  - Quinga,
  - Chunga,
  - Quixaxe,
  - Liupo , sede.
- Mogovolas, Nametil, sede.
  - Calipo,
  - Ilute,
  - Muatua,
  - Nanhupo Río.
- Moma, Macone, sede:
  - Chalaua,
  - Larde,
  - Mucuali.
- Monapo:
  - Itoculo,
  - Netia.
- Mossuril:
  - Lunga,
  - Matibane.
- Muecate:
  - Imala,
  - Muculuone.
- Murrupula:
  - Chinga,
  - Nehessine.
- Ciudad de Nacala-Puerto
  - Maiaia,
  - Mutiva,
  - Muanona.
- Nacala la Vieja (Nacala-a-Velha):
  - Covo.
- Nacaroa (Nacarôa):
  - Intete,
  - Saua-Saua.
- Rapale-Nampula, Rapale, sede.
  - Anchilo,
  - Mutivaze,
  - Namaita.
- Ribaué:
  - Kunle,
  - Iapala.